# NGC 6985
NGC 6985 est une galaxie spirale située dans la constellation du Verseau. Sa vitesse par rapport au fond diffus cosmologique est de 5 558 ± 36 km/s, ce qui correspond à une distance de Hubble de 82,0 ± 5,8 Mpc (∼267 millions d'al). NGC 6985 a été découverte par l'astronome américain Francis Leavenworth en 1886.
En raison d'une brillance de surface égale à 14,00 mag/am2, on peut qualifier NGC 6985 de galaxie à faible brillance de surface (LSB en anglais pour low surface brightness). Les galaxies LSB sont des galaxies diffuses (D) avec une brillance de surface inférieure de moins d'une magnitude à celle du ciel nocturne ambiant.
À ce jour, une mesure non basée sur le décalage vers le rouge (redshift) donne une distance d'environ 66,800 Mpc (∼218 millions d'al). Cette valeur est à l'extérieur des valeurs de la distance de Hubble. Notons que c'est avec la valeur moyenne des mesures indépendantes, lorsqu'elles existent, que la base de données NASA/IPAC calcule le diamètre d'une galaxie et qu'en conséquence le diamètre de NGC 6985 pourrait être d'environ 37,0 kpc (∼121 000 al) si on utilisait la distance de Hubble pour le calculer.
La vitesse radiale de la galaxie LEDA 969910 (PGC 969910) située à proximité de NGC 6985 sur la sphère céleste est égale à 5 782 ± 30 km/s, presque la même que celle de NGC 6985. Sur la base de données NASA/IPAC, il faut utiliser la requête non conventionnelle NGC 6985A pour accéder aux données de cette galaxie. La vitesse de celle-ci par rapport au fond diffus cosmologique est de 5 496 ± 36 km/s pour une distance de Hubble de 81,1 ± 5,7 Mpc (∼265 millions d'al). Cette galaxie serait donc légèrement plus rapprochée de nous et c'est d'ailleurs ce que montre l'image du relevé Pan-STARRS. On constate aussi sur cette image que cette galaxie est passablement plus bleue que l'autre et qu'elle semble montrer un sursaut de formation d'étoiles probablement dû à son interaction avec NGC 6985. Ces deux galaxies font d'ailleurs partie de  l'atlas des galaxies en interaction Vorontsov-Velyaminov.